# Pafos (mitología)
En la mitología griega, Pafos o Pafo (Πάφος / Páphos) es el personaje epónimo del pueblo de Pafos, a su vez sinónimo de Chipre. En algunas versiones es un personaje femenino y en otras es masculino. Sea como fuere Pafo siempre es descrito como la madre o padre de Cíniras, otro celebérrimo rey de Chipre.
- Ovidio refiere que Pafos era la hija del rey y escultor chipriota Pigmalión y de su escultura que se hizo realidad: Galatea; «aquella parió a Pafos, de la que la isla recibe su nombre». Esta Pafos fue la madre de Cíniras.[1]
- Higino refiere que «Cíniras, hijo de Pafo y rey de los asirios, se suicidó porque se había acostado con su hija Esmirna».[2]

- En un escolio Pafo es un hijo de Céfalo y la Aurora y fundador epónimo de Pafos. De nuevo Pafos fue padre de Cíniras.[3]

- Otro escolio nos ofrece dos posibilidades. Una versión hace a Pafo una ninfa de la ciudad homónima y amante de Apolo, con quien tendría a su hijo Cíniras.[4] Otra versión dice que Cíniras era hijo de un tal Eurimedonte y de la ninfa Pafia, esto es, la ninfa de Pafos.[5]